# 水島朋則
水島 朋則（みずしま とものり、1970年11月 - ）は、日本の法学者。専門は国際法。富山県出身。東京大学法学部卒業、京都大学大学院法学研究科博士後期課程研究指導認定退学。名古屋大学大学院法学研究科教授。博士（法学）。

## 来歴
- 1993年 - 東京大学法学部 卒業
- 1995年 - 京都大学大学院法学研究科修士課程 修了
- 1999年 - London School of Economics and Political Science, LLM 修了
- 2004年 - 京都大学大学院法学研究科博士後期課程 研究指導認定退学
- 2006年 - 神戸学院大学法学部 准教授
- 2007年 - 名古屋大学大学院法学研究科 准教授
- 2011年 - 現職。第28回「とやま賞」受賞（「主権免除に関する国際法の研究」）。

## 役職
- 法政審議会主権免除法政部会 幹事（2008年-2009年）
- 国際連合国際法委員会 日本政府派遣オブザーバー（2010年）
- 名古屋大学法政国際教育協力研究センター 副センター長

## 所属学会
- 国際法学会
- 世界法学会
- 国際人権法学会
- 国際法協会日本支部
- アメリカ国際法学会
- イギリス国際法・比較法学会

## 主要論文
- 「国際法規則としての主権免除の展開と免除範囲との関係について」国際法外交雑誌 (2008-11)
- 「外国国家免除と国際法上の「裁判を受ける権利」との関係 (1)」法学論叢 (2003-09)
- 「外国国家免除と国際法上の「裁判を受ける権利」との関係（2・完）」法学論叢 (2003-11)